# Psammitis labradorensis
Psammitis labradorensis is een spinnensoort uit de familie van de krabspinnen (Thomisidae).
De wetenschappelijke naam van de soort werd in 1887 als Xysticus labradorensis gepubliceerd door Eugen von Keyserling.